# NGC 4839
NGC 4839 (również PGC 44298 lub UGC 8070) – galaktyka eliptyczna (E), znajdująca się w gwiazdozbiorze Warkocza Bereniki. Odkrył ją William Herschel 11 kwietnia 1785 roku. Jest zaliczana do radiogalaktyk.